# Scylaticus sayano
Scylaticus sayano là một loài ruồi trong họ Asilidae. Scylaticus sayano được Nagatomi miêu tả năm 1983. Loài này phân bố ở miền Ấn Độ - Mã Lai.